# امیر اریسن
امیر اریسون یک بازیگر سینما، تلویزیون و تئاتر آمریکایی- اسرائیلی است که بیشتر برای ایفای نقش "آرام مجتبایی" در سریال لیست سیاه شناخته شده‌است.

## زندگی اولیه
امیر اریسون در ۲۴ مارس ۱۹۷۸ در سنت لوئیس میزوری آمریکا به دنیا آمد. وی یهودی است و تبار اسرائیلی دارد.

وی همچنین فارغ‌التحصیل از دانشگاه کلمبیا در شهر نیویورک است.

## فیلم شناسی

### سینما
- روز صفر (۲۰۰۷)
- بازدید کننده (۲۰۰۷)
- آنامورف (۲۰۰۷)
- از روز ولنتاین متنفرم (۲۰۰۹)
- روز ویژه (۲۰۰۹)
- خون‌آشام‌ها (۲۰۱۲)
- کریسمس معجزه (۲۰۱۴)
- جین یک دوست پسر میخواهد (۲۰۱۵)

### تلویزیون
- نور هدایت در نقش آرماند قسمت: "۲ دسامبر ۲۰۰۳" (۲۰۰۳)
- هیئت داوران در نقش طارق احمد قسمت: "مرثیه خوانی در رزرو" (۲۰۰۳)
- قانون و نظم در نقش عادل سلیم قسمت: "پارادایم" (۲۰۰۴)
- قانون و نظم: قصد جنایی در نقش ستوان سانجی قسمت: "جمعی" (۲۰۰۵)
- قانون و نظم: واحد قربانیان ویژه در نقش دکتر گوپتا قسمت: "قطعات" (۲۰۰۵)
- امید و ایمان در نقش فیل هوبارت قسمت: "شانوسکی بزرگ " (۲۰۰۶)
- قانون و نظم: قصد جنایی در نقش تارک "ریک" اگیزا قسمت: "اعماق" (۲۰۰۷)
- به عنوان تغییر جهانی در نقش مأمور اف‌بی‌آی ۴ قسمت (۲۰۰۸)
- فرینج در نقش دکتر بروس میلر قسمت: "امن" (۲۰۰۸)
- ان‌سی‌آی‌اس در نقش شاهزاده ساییف ابن الوان قسمت: "گوشت و خون" (۲۰۰۹)
- قانون و نظم: واحد قربانیان ویژه در نقش دکتر منینگ ۸ قسمت (۲۰۰۹ تا ۲۰۱۱)
- دولت گرجستان در نقش ترنت پیرس ۲ قسمت (۲۰۱۱)
- میهن در نقش شاهزاده فرید بن عبود با ۲ قسمت (۲۰۱۱)
- داستان ترسناک آمریکایی: خانه قتل در نقش جو اسکندریان قسمت : "خانه باز" (۲۰۱۱)
- منتالیست در نقش رایان کسمیر قسمت: "اگر خونی بریزد ، رهبری میکند" (۲۰۱۲)
- دالاس در نقش وارون راسموسن ۲ قسمت (۲۰۱۲ تا ۲۰۱۳)
- عدالت واقعی در نقش عبدالحسن ۲ قسمت (۲۰۱۲)
- دختر سخن‌چین در نقش افسر وینر قسمت: "پدر و عروس" (۲۰۱۳)
- اچ مثبت در نقش دکتر گورویر ۱۱ قسمت (۲۰۱۲ تا ۲۰۱۳)
- ساعت صفر در نقش تئو رایلی ۶ قسمت (۲۰۱۳)
- لیست سیاه در نقش آرام مجتبایی 64 قسمت (۲۰۱۳ تا در حال حاضر)
- جرایم بزرگ در نقش دیوید احمد قسمت: "تحت تاثیر" (۲۰۱۳)
- ماروین ماروین
- روزی روزگاری در سرزمین عجایب در نقش سلطان قسمت: "خون بد" (۲۰۱۳)
- دختران در نقش کوین میما ۳ قسمت (۲۰۱۴)